# Hachisuka Iemasa
Hachisuka Iemasa est un nom japonais traditionnel ; le nom de famille (ou le nom d'école), Hachisuka, précède donc le prénom (ou le nom d'artiste).
Hachisuka Iemasa (蜂須賀 家政, 1558-2 février 1639) est un daimyo de la fin de l'époque Azuchi Momoyama au début de l'époque d'Edo. Iemasa, le fils de Hachisuka Masakatsu, est le fondateur du domaine de Tokushima. Il est au service à la fois d'Oda Nobunaga et de Toyotomi Hideyoshi qu'il accompagne dans son invasion de la Corée. Hachisuka Iemasa combat du côté de Tokugawa Ieyasu à la bataille de Sekigahara et en est récompensé en étant autorisé à conserver son domaine féodal.

## Source de la traduction
- (en) Cet article est partiellement ou en totalité issu de l’article de Wikipédia en anglais intitulé « Hachisuka Iemasa » (voir la liste des auteurs).